# Poeciloterpa unicolor
Poeciloterpa unicolor är en insektsart som beskrevs av Victor Lallemand 1922. Poeciloterpa unicolor ingår i släktet Poeciloterpa och familjen spottstritar. Inga underarter finns listade i Catalogue of Life.